# Aromína
Aromína je raná moštová odrůda révy vinné (Vitis vinifera), určená k výrobě bílých vín a používaná místy též jako stolní odrůda, která byla vyšlechtěna na Slovensku, kříženec odrůd (Tramín červený × Veltlínské červenobílé) × Irsai Oliver.

## Popis
Réva vinná (Vitis vinifera) odrůda Aromína je jednodomá dřevitá pnoucí liána dorůstající v kultuře až několika metrů. Kmen tloušťky až několik centimetrů je pokryt světlou borkou, která se loupe v pruzích. Úponky umožňují této rostlině pnout se po pevných předmětech. Růst je bujný.
Listy jsou středně velké, okrouhlé, pětilaločnaté se středně hlubokými horními i dolními bočními výkroji, s výraznou žilnatinou. Čepel je mírně vrásčitá, ze spodní strany štětinatá. Řapíkový výkroj je většinou lyrovitý, otevřený, řapík je načervenalý.
Oboupohlavní pětičetné květy v hroznovitých květenstvích jsou žlutozelené, samosprašné. Plodem jsou středně velké (15 × 13 mm), okrouhlé, zelenožluté bobule, jejichž dužina je poměrně pevná, šťavnatá, muškátové chuti.
Hrozen je středně velký (v průměru 158 g, ale až 300 g), hustý, kónický.

## Původ a rozšíření
Aromína je moštová a stolní odrůda vinné révy (Vitis vinifera), kterou vyšlechtila roku 1968 na Slovensku Ing. Dorota Pospíšilová a kolektiv šlechtitelů Výzkumného ústavu vinohradnického a vinařského v Bratislavě, křížením odrůd (Tramín červený × Veltlínské červenobílé) × Irsai Oliver.
Odrůda se pěstuje na Slovensku, zatím víceméně na pokusných plochách. Není doposud uvedena na Listině registrovaných odrůd Slovenské republiky. Odrůda není zapsána do Státní odrůdové knihy České republiky a není ani odrůdou, povolenou k výrobě zemských vín. Velmi ojediněle ji najdeme ve vinicích, převážně u malopěstitelů.

## Název
Slovenský název odrůdy, „Aromína“, je odvozen od typu vín, která jsou aromatická, příjemné, muškátové chuti. Pracovní název křížení je TČVČB x IO 23/26.

## Pěstování
Keř je bujného růstu, dřevo vyzrává dobře. Vůči zimním mrazům je odrůda středně odolná (do −22 °C), je citlivá na jarní mrazy. Optimální je střední vedení. Plodnost odrůdy je vysoká a pravidelná, v průměru 14 t/ha při cukernatosti 19–22 °NM a nižší aciditě, 6,5–8 g/l. Vhodné jsou podnože SO-4, T 5C, Cr 2.

### Fenologie
Odrůda raší, kvete a zaměká raně, dozrává jako raná odrůda již od poloviny srpna, sklízí se do konce srpna.

### Choroby a škůdci
Odolnost vůči houbovým chorobám je obecně střední. U velmi hustých hroznů může docházet k silnějšímu napadení plísní šedou (Botrytis cinerea).

### Poloha a půdy
Odrůda není příliš náročná na polohu, nevhodné je její pěstování na suchých půdách. Vhodné jsou půdy s dobrou vododržností.

## Víno
„Aromína“ dává lahodná vína lehčího typu, nižší acidity a jak napovídá název odrůdy i aromatická, příjemné, muškátové chuti, určená k pití jako mladá. Zráním vína často dochází k rychlému odbourávání kyselin.

### Multimédia
- Ing. Radek Sotolář : Multimediální atlas podnožových, moštových a stolních odrůd révy, Mendelova zemědělská a lesnická universita Brno, zahradnická fakulta v Lednici
- Martin Šimek : Encyklopédie všemožnejch odrůd révy vinné z celýho světa s přihlédnutím k těm, co již ouplně vymizely, 2008–2012